# Dayton Open 1975 - Doppio
Il doppio del torneo di tennis Dayton Open 1975, facente parte della categoria Grand Prix, ha avuto come vincitori Ray Ruffels e Allan Stone che hanno battuto in finale Brian Gottfried e Paul Gerken con il punteggio di 7–6, 7–5.

## Teste di serie
1. John Alexander /  Phil Dent (semifinali)

1. Ross Case /  Geoff Masters (semifinali)

## Tabellone

### Legenda
| - Q = Qualificato - WC = Wild card - LL = Lucky loser | - ALT = Alternate - SE = Special Exempt - PR = Protected Ranking | - w/o = Walkover - r = Ritirato - d = Squalificato |

|  | Quarti di finale               | Quarti di finale               | Quarti di finale               | Quarti di finale | Quarti di finale |  |  | Semifinali                  | Semifinali                  | Semifinali               | Semifinali              | Semifinali              |   |   | Finale                      | Finale                      | Finale                      | Finale | Finale |  |
|  |                                |                                |                                |                  |                  |  |  |                             |                             |                          |                         |                         |   |   |                             |                             |                             |        |        |  |
|  | 2                              | Ross Case Geoff Masters        | Ross Case Geoff Masters        | 6                | 7                |  |  |                             |                             |                          |                         |                         |   |   |                             |                             |                             |        |        |  |
|  |                                | T Kakulija Alex Metreveli      | T Kakulija Alex Metreveli      | 3                | 6                |  |  | Ross Case Geoff Masters     | Ross Case Geoff Masters     | 6                        | 7                       | 4                       |   |   |                             |                             |                             |        |        |  |
|  | Brian Gottfried Paul Gerken    | Brian Gottfried Paul Gerken    | Brian Gottfried Paul Gerken    | 6                | 6                |  |  | Brian Gottfried Paul Gerken | Brian Gottfried Paul Gerken | 7                        | 6                       | 6                       |   |   |                             |                             |                             |        |        |  |
|  | Ismail El Shafei Raymond Moore | Ismail El Shafei Raymond Moore | Ismail El Shafei Raymond Moore | 3                | 4                |  |  |                             |                             |                          |                         |                         |   |   | Brian Gottfried Paul Gerken | Brian Gottfried Paul Gerken | Brian Gottfried Paul Gerken | 6      | 5      |  |
|  | Ray Ruffels Allan Stone        | Ray Ruffels Allan Stone        | Ray Ruffels Allan Stone        | 6                | 6                |  |  |                             |                             | Ray Ruffels Allan Stone  | Ray Ruffels Allan Stone | Ray Ruffels Allan Stone | 7 | 7 |                             |                             |                             |        |        |  |
|  | Iván Molina Erik Van Dillen    | Iván Molina Erik Van Dillen    | Iván Molina Erik Van Dillen    | 4                | 4                |  |  | Ray Ruffels Allan Stone     | Ray Ruffels Allan Stone     | Ray Ruffels Allan Stone  | 6                       | 6                       |   |   |                             |                             |                             |        |        |  |
|  | 1                              | John Alexander Phil Dent       | John Alexander Phil Dent       | 6                | 6                |  |  | John Alexander Phil Dent    | John Alexander Phil Dent    | John Alexander Phil Dent | 3                       | 4                       |   |   |                             |                             |                             |        |        |  |
|  |                                | John Peckskamp Harold Solomon  | John Peckskamp Harold Solomon  | 0                | 3                |  |  |                             |                             |                          |                         |                         |   |   |                             |                             |                             |        |        |  |